# Ghost of Yōtei
『Ghost of Yōtei』（ゴースト・オブ・ヨウテイ）は、Sucker Punch Productionsが開発し、ソニー・インタラクティブエンタテインメントより2025年10月2日に発売予定のアクションアドベンチャーゲーム。　2024年9月25日にプレイステーション関連の最新情報を公開する公式配信“State of Playで発表された。
2020年に発売された『Ghost of Tsushima』の続編にあたる。

## 概要
前作『Ghost of Tsushima』から329年後、1603年の日本が舞台。フィールドは蝦夷地の羊蹄山周辺をモデルとしている。

## 登場人物

### 主要人物
篤
演：エリカ・イシイ
主人公。

## 開発
「封建時代の日本をさすらうキャラクターを主人公として、プレイヤーのペースで自由に探索を楽しみながら世界の美しさを堪能してもらう」というコンセプトで、『Ghost of Tsushima』の続編として制作を開始。舞台設定を練るためにSucker Punch Productionsのスタッフが日本各地を訪問し、最も印象深かった北海道の羊蹄山を舞台に選んだ。クリエイティブディレクターのジェイソン・コーネルは羊蹄山の美しさに衝撃を受け、2時間以上座って見つめていたという。ゲーム内で使用する自然の音は知床国立公園で録音した。